# سخت‌برگ
به جنگل‌ها یا بوته‌زارهایی معمولاً در اقلیم گرم و خشک که در آن گونه‌هایی با برگ‌های چرم‌مانند و کوچک می‌روید، جنگل‌ها یا بوته‌زارهای سخت‌برگ (انگلیسی: Sclerophyll) می‌گویند.
در این‌گونه از جنگل‌ها، برگ‌های گیاهان سفتند، میان‌گره‌ها (فاصله بین برگ‌ها بر روی ساقه) کوتاهند و جهت قرارگیری برگ‌ها به موازات آفتاب مستقیم یا اریب به آن است. مراتع سخت‌برگ در بسیاری از مناطق جهان دیده می‌شوند اما بیشتر مربوط به زیست‌بوم‌هایی شبیه به بیشه‌زارهای کالیفرنیا هستند. حالت چرمی و سفت برگ‌ها در گیاهان این مناطق به خاطر مبارزه گیاهان با تابستان‌های گرم و خشک پدید آمده‌است.